# Леґбонд
Леґбонд (пол. Legbąd) — село в Польщі, у гміні Тухоля Тухольського повіту Куявсько-Поморського воєводства.
Населення — 499 осіб (2011).
У 1975-1998 роках село належало до Бидгощського воєводства.

## Демографія
Демографічна структура станом на 31 березня 2011 року:
|          | Загалом | Допрацездатний вік | Працездатний вік | Постпрацездатний вік |
| -------- | ------- | ------------------ | ---------------- | -------------------- |
| Чоловіки | 257     | 64                 | 169              | 24                   |
| Жінки    | 242     | 54                 | 143              | 45                   |
| Разом    | 499     | 118                | 312              | 69                   |